# معركة هافرسفجورد

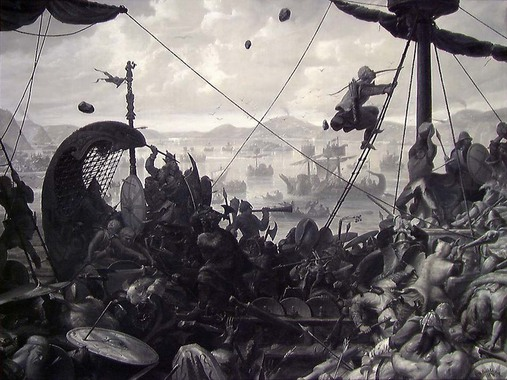
أولي بيتر هانسن بالينج هارالد فيرهير في معركة هافرسفيورد

كانت معركة هافرسفجورد معركة بحرية كبيرة اندلعت في هافرسفجورد في وقت ما بين 872 و 900 نتج عنها توحيد النرويج، والتي عُرفت فيما بعد باسم مملكة النرويج. بعد المعركة، أعلن قائد الفايكنج المنتصر هارالد فيرهير نفسه أول ملك للنرويجيين، ودمج العديد من الممالك الصغيرة تحت حكم ملك واحد لأول مرة.

## الأهمية
على الرغم من أن معظم العلماء يميلون حاليًا إلى اعتبار التوحيد عملية استمرت قرونًا، بدلًا من أن تكون نتيجة لمعركة واحدة، إلا أن معركة هافرسفجورد احتلت مرتبة عالية في المخيلة الشعبية للنرويجيين. نتج عن ذلك إعلان الملك هارالد الأول ملك النرويج ليصبح الحاكم الوحيد للنرويج. وربما كانت هذه المعركة الأكبر في النرويج حتى ذلك الوقت ولفترة طويلة بعد ذلك.
كان يُعتقد سابقًا أن هذه المعركة كانت الحدث الحاسم في توحيد النرويج. وفقًا لملحمة سنوري، كان الملك هارالد يسيطر على أجزاء كبيرة من الجزء الجنوبي الشرقي من النرويج قبل المعركة. لكن مصادر أخرى تدعي أن الجزء الشرقي من النرويج كان تحت سيطرة الملك الدنماركي. قضت معركة هافرسفجورد نهائيًا على المعارضة في الجزء الجنوبي الغربي من النرويج (في المقام الأول روغالاند، بالإضافة لزعماء قبائل منطقة سوغنيفيورد). مكن ذلك الملك هارالد من إخضاع البلاد وتحصيل الضرائب من جزء كبير منها. اعتبره التأريخ اللاحق أول ملك شرعي للنرويج. هاجر العديد من المهزومين الذين لم يخضعوا لحكم هارالد إلى آيسلندا.

## التسلسل الزمني

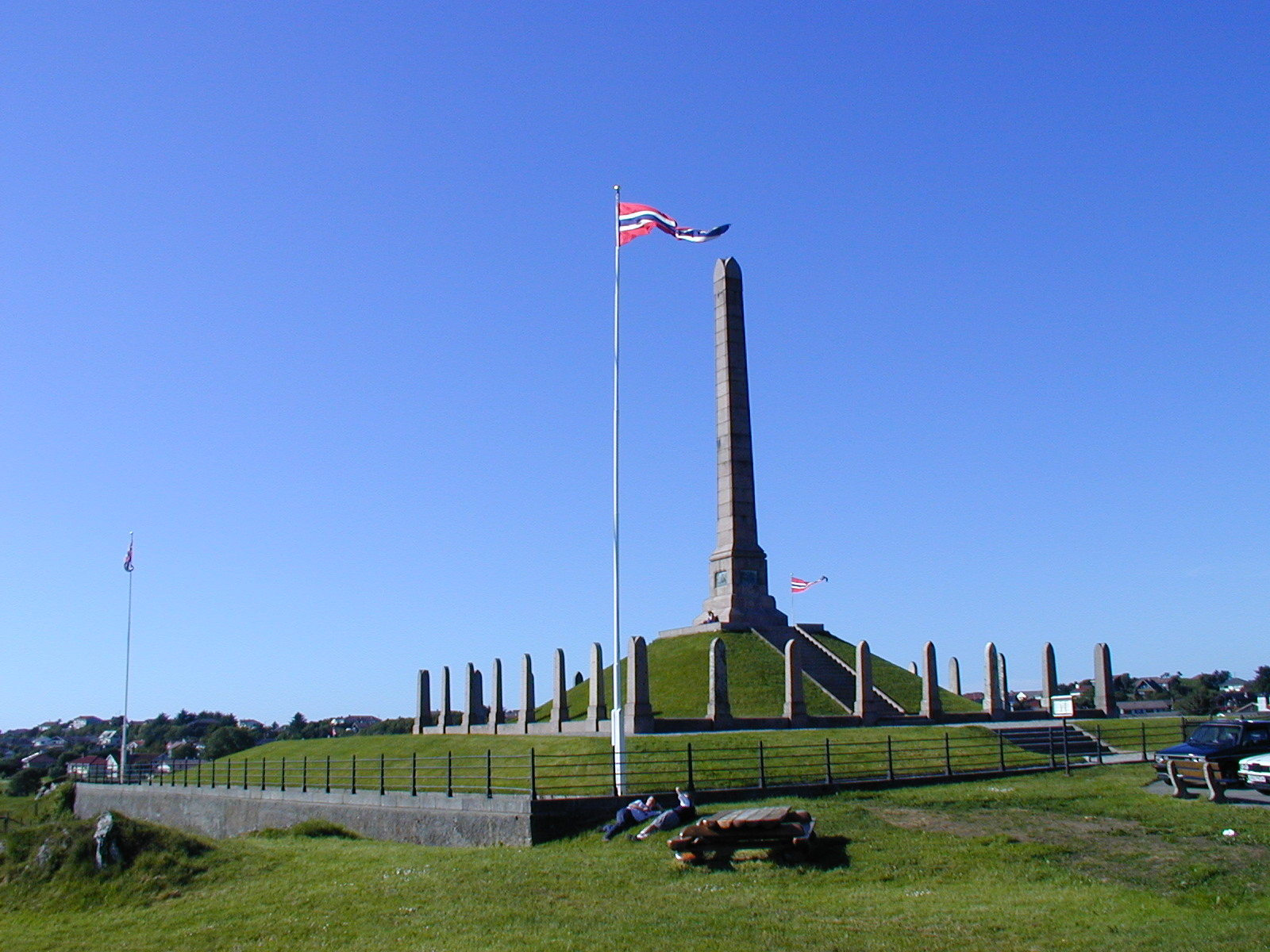
هارالدشاوجن بالقرب من هاوجيسوند.

لم يُعرف بدقة متى اندلعت المعركة، ولكن يعتبر عمومًا أنها وقعت بين سنة 870 و 900. ويرجع هذا الغموض إلى نقص المصادر، وجزئيًا لأن التقويم المسيحي لم يكن قد أُدخل في ذلك الوقت. اتبعت الملاحم طريقة حساب عدد فصول الشتاء التي مرت منذ الحدث.
خُمن في القرن التاسع عشر أن التاريخ التقليدي للحدث وقع عام 872. في ثلاثينيات القرن التاسع عشر، أحصى المؤرخ رودلف كيزر عدد السنوات التي مضت منذ معركة سفولدر كما هو مسجل في هيمسكرينجلا لسنوري ستورلسون، والذي يرجع تاريخ المعركة إلى عام 872. اشتهر التسلسل الزمني لكيزر من خلال أعمال المؤرخ بي إيه مونش، والذي بقي منذ ذلك الوقت دون أن يُعترض عليه، كما وقع عليه الاختيار هذا العام للاحتفال الألفي بتوحيد الدولة النرويجية في عام 1872.
في عشرينيات القرن الماضي، استخدم المؤرخ هالفدان كوت طرقًا مشابهة لطرق كيزر، وشديدة الأهمية لموثوقية الملاحم، وأرجع تاريخ المعركة إلى حوالي سنة 900. على مدى الخمسين عامًا التالية، اعتبر معظم العلماء هذا التسلسل الزمني مرجحًا. في سبعينيات القرن العشرين، خلص المؤرخ الأيسلندي ألافيا إينارسدوتير إلى أن المعركة وقعت في مكان ما بين عامي 870 و 875. ومع ذلك لا يزال هناك خلاف، يتفق معظم العلماء على أن المعركة وقعت خلال ثمانينيات القرن التاسع عشر.